# Schloss Rennhof

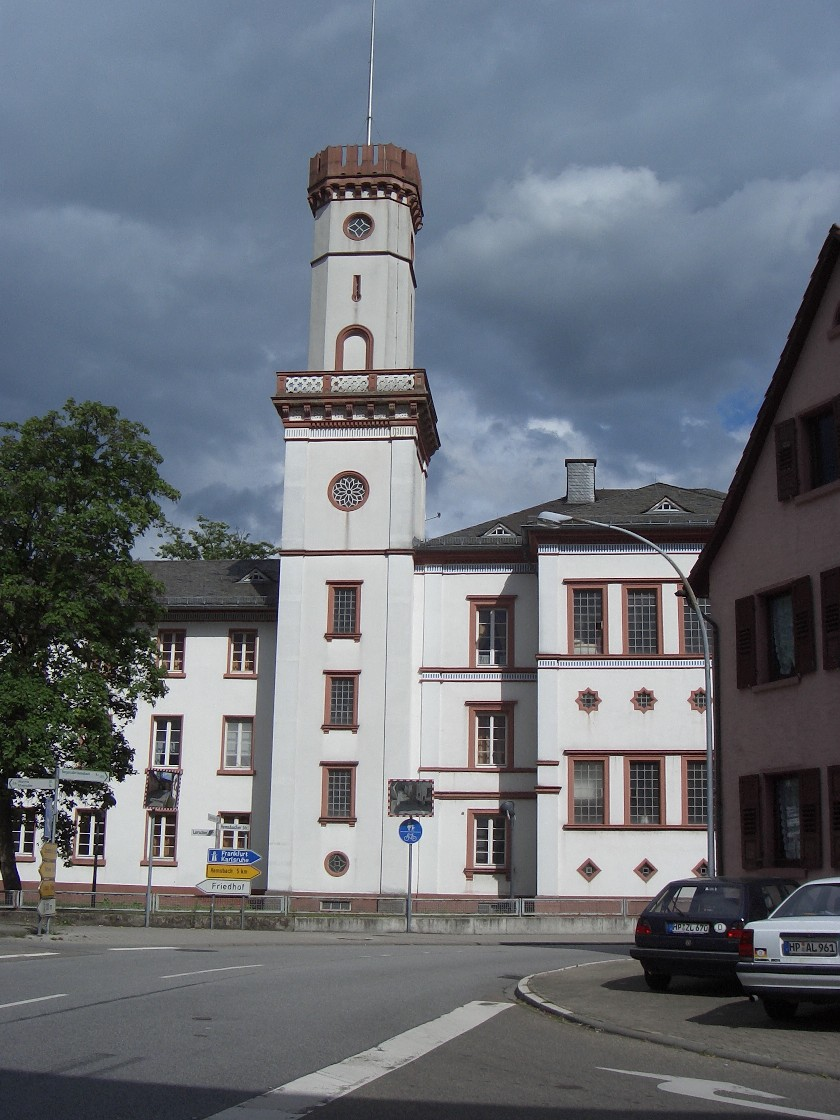
Schloss Rennhof

Das Schloss Rennhof befindet sich in Hüttenfeld, einem Stadtteil von Lampertheim im Landkreis Bergstraße.

## Geschichte
Bis Ende 1853 erbaute der Frankfurter Baron Mayer Carl von Rothschild das neuzeitliche Schloss Rennhof im Empirestil. 1889 ging es in den Besitz der Familie von Löwenstein-Wertheim-Freudenberg über und wurde 1917 Eigentum der Wormser Industriellenfamilie der Freiherren von Heyl zu Herrnsheim. 1953 kam das Schloss in Besitz des Litauischen Zentralkomitees in Deutschland, das hier seit 1954 das Litauische Gymnasium Hüttenfeld betreibt. Das Schloss ist auch Zentralstelle der Litauer in Deutschland.
Im Jahre 1984 durch einen Brand stark beschädigt, ist das Schloss in seinem Äußeren originalgetreu wiederhergestellt worden. Heute befinden sich hier vorwiegend die zur Schule gehörenden Wohnungen.

## Ausbau des Schlosses
Markant ist der dem dreigeschossigen Mittelbau vorgesetzte Turm, der oberhalb des Daches vom Quadrat in ein Polygon übergeht. Den Abschluss bildet eine zinnenumwehrte Aussichtsplattform.
Im Haupttrakt, dem quergestellten zweigeschossigen Südbau, ist der Saal untergebracht. Daran schließt sich wieder ein dreigeschossiger Teil an mit umlaufender Veranda auf Eisensäulen im ersten Obergeschoss. Ein weiterer Querbau ist im Norden an den Mitteltrakt angefügt. Der große Park hinter dem Schloss ist als Landschaftsgarten gestaltet. Nach Norden schließen sich die modernen Schulgebäude des Gymnasiums an.